# Zespół drukujący
Zespół drukujący – zespół mechanizmów i urządzeń maszyny drukarskiej odpowiedzialny za nanoszenie obrazu na podłoże drukowe .